# Ectropis cuneisparsa
Ectropis cuneisparsa là một loài bướm đêm trong họ Geometridae.